# Criserm de Corint
Criserm de Corint (en llatí Chrysermus, en grec antic Χρύσερμος "Khrysermos") fou un escriptor grec de Corint d'època desconeguda.
Plutarc, Estobeu i Foci el mencionen com a autor de les obres següents:
- Una història de l'Índia en 80 llibres com a mínim
- Una història de Pèrsia.
- Una història del Peloponès.
- Un tractat sobre rius.[1]